# Gare de Sainte-Marie-aux-Mines
Pour les articles homonymes, voir Gare de Sainte-Marie.
La gare de Sainte-Marie-aux-Mines est une ancienne gare ferroviaire française de la ligne de Sélestat à Lesseux - Frapelle, située sur le territoire de la commune de Sainte-Marie-aux-Mines, dans le département du Haut-Rhin, en région Grand Est.
Elle est mise en service en 1864 par la Compagnie des chemins de fer de l'Est, avant de devenir en 1871 une gare de la Direction générale impériale des chemins de fer d'Alsace-Lorraine, devenue après 1918 l'Administration des chemins de fer d'Alsace et de Lorraine.
La gare de 1864 a été remplacée par une gare à un nouvel emplacement dans l'axe du tunnel de Sainte-Marie-aux-Mines. Retranchée à la section Sélestat – Sainte-Marie-aux-Mines en 1973, la ligne ferme aux passagers en 1980 et aux marchandises en 1990.

## Situation ferroviaire
Établie à 354 mètres d'altitude, la seconde gare de Sainte-Marie-aux-Mines se trouvait au point kilométrique (PK) 21,091 de la ligne de Sélestat à Lesseux - Frapelle entre les gares de Sainte-Croix-aux-Mines et de Lusse (fermées).

## Histoire
La ligne de Sélestat à Sainte-Marie-aux-Mines est déclarée d'utilité publique par décret impérial le 14 juin 1861 et concédée à la Compagnie des chemins de fer de l'Est par une convention avec le ministère des Travaux publics le 1er mai 1863, approuvée par décret impérial le 11 juin 1863. Cette ligne de près de 20 km est ouverte à l'exploitation le 29 décembre 1864. La gare en impasse se situe face à l'Avenue Robert Zeller. Une plaque tournante pour les locomotives est positionnée juste après le bâtiment voyageurs.
La construction d'un tunnel sous le massif des Vosges est envisagée dès 1866 mais les retombées de la Guerre franco-allemande de 1870 qui rattache le canton de Sainte-Marie-aux-Mines à l'Empire allemand, créant ainsi une frontière au milieu de ce tunnel hypothétique. Elle est rebaptisée Bahnhof Markirch.
Après 1918, la ligne et la gare réintègrent le territoire français, faisant partie de l'Administration des chemins de fer d'Alsace et de Lorraine (AL) créée par la France pour se substituer à la Direction générale impériale des chemins de fer d'Alsace-Lorraine (EL). La loi du 17 juillet 1929 concède à l'AL la construction d'une section partant de Sainte-Marie-aux-Mines et aboutissant à Lesseux - Frapelle, une gare de la ligne de Strasbourg-Ville à Saint-Dié construite dans les années 1920.
Le percement du tunnel de Sainte-Marie-aux-Mines, plus long tunnel ferroviaire dont l'entrée et la sortie se trouvent sur le territoire national, retarde l'ouverture de la section au 8 août 1937 ; l'inauguration a lieu en présence du président de la République Albert Lebrun. La construction du nouveau bâtiment de la gare ne commence qu'en mars 1938.
Situé sur l'ancien tracé de la ligne, le bâtiment de la gare de 1864 apparaît encore sur une vue aérienne datant d'après 1950 ; il est détruit par la suite.
La SNCF supprime le trafic des trains entre Sainte-Marie-aux-Mines et Lesseux - Frapelle le 2 juin 1973 pour réaliser les travaux de transformation du tunnel sous les Vosges. Envisagé comme un ouvrage mixte rail-route, le tunnel sera finalement exclusivement routier. La section de Sélestat à Sainte-Marie-aux-Mines est fermée au trafic des voyageurs le 2 janvier 1980, le service étant transféré sur route. Le trafic des marchandises prend fin le 1er octobre 1990.
Reconvertie un temps en boulangerie, la gare finit par tomber en ruine et être rasée en novembre 2020, remplacée par un parking.

## Patrimoine ferroviaire
Disparu après 1956, le premier bâtiment voyageurs (BV) est implanté entre l'avenue Robert Zeller, qui a remplacé les voies, et l'avenue Jean Jaurès. Employant des éléments stylistiques typiques de la Compagnie de l'Est, il se composait à l'origine d'un corps de logis à étage de trois travées (deux côté voie) sous un toit à deux pans à arrête transversale flanqué de deux petites ailes basses, d'une seule travée. En raison de la différence de hauteur, un escalier d'une dizaine de marches donne sur une terrasse face à la porte de la gare.
Elle connait ensuite au-moins deux agrandissements successifs : 
- une carte postale prise côté rue durant la période allemande montre que l'espace en haut de l'escalier a été doté d'une couverture en bois et en verre et prolongée par un passage donnant accès au quai sans traverser le bâtiment ; l'aile de gauche passe à au-moins trois travées prolongées par un pavillon sans étage à toiture transversale tandis que l'aile de droite gagne un étage et une travée additionnelle ; des fermes de charpente ont été rajoutées aux pignons[12] ;
- une photographie plus tardive prise avant 1918[5] montre que le second pavillon et l'aile de trois travées ont gagné un étage[4] et sont prolongés par une aile basse tandis que l'avancée vitrée côté rue semble avoir gagné du volume.

Le bâtiment de 1938 s'articule également autour d'un corps central à toiture transversale, qui compte cette fois-ci deux étages, avec deux larges ailes de trois travées de part et d'autre. Les toitures des ailes sont à croupes, celles du corps central ayant des demi-croupes. Une avancée servant de bureau donne sur les quais.